# 1. Königlich Bayerische Division
Die 1. Division, für die Dauer des mobilen Verhältnisses auch als 1. Infanterie-Division bezeichnet, war ein Großverband der Bayerischen Armee.

## Geschichte
Der Großverband wurde am 27. November 1815 zuerst als Infanterie-Division des Generalkommandos München gebildet. Im weiteren Verlauf ihres Bestehens änderten sich die Bezeichnungen mehrfach. Vom 1. Juni 1822 bis 31. März 1872 hieß sie 1. Armee-Division. Zwischenzeitlich führte sie vom 20. November 1848 bis 30. September 1851 den Namen 1. Infanterie-Division sowie vom 22. April 1859 bis 31. Juli 1869 die Bezeichnung Generalkommando München. Schließlich erhielt sie am 1. April 1872 die letztliche Bezeichnung 1. Division. Das Kommando stand bis zur Auflösung 1919 in München.

### Deutscher Krieg
Während des Krieges gegen Preußen nahm die Division am 10. Juli an der Schlacht bei Kissingen sowie am 25. Juli 1866 am Gefecht bei Helmstadt teil.

### Deutsch-Französischer Krieg
Im Krieg gegen Frankreich kam der Großverband in den Kämpfen bei Wörth (6. August), Beaumont (30. August), Bazeilles (1. September), Sedan (1. September), Artenay (10. Oktober), Orléans (11. Oktober), Coulmiers (9. November), Villepion (1. Dezember), Loigny und Poupry (2. Dezember), Orléans (3./4. Dezember) und vom 8. bis 10. Dezember in der Schlacht bei Beaugency sowie vom 19. September 1870 bis zum 28. Januar 1871 bei der Belagerung von Paris zum Einsatz.

### Erster Weltkrieg
Die Division wurde zu Beginn des Ersten Weltkrieges im Rahmen der 6. Armee an der Westfront eingesetzt.

#### 1914
- 08. bis 19. August – Grenzschutzgefechte in Lothringen
- 20. bis 22. August – Schlacht in Lothringen
- 22. August bis 14. September – Schlacht bei Nancy-Épinal
- 23. September bis 6. Oktober – Schlacht an der Somme
- 07. bis 10. Oktober – Stellungskämpfe westlich St. Quentin
- ab 10. Oktober – Stellungskämpfe an der Somme

#### 1915
- bis 6. Oktober – Stellungskämpfe an der Somme
- 13. Oktober – Herbstschlacht bei La Bassée und Arras
- ab 14. Oktober – Stellungskämpfe in Flandern und Artois

#### 1916
- bis 9. Mai – Stellungskämpfe in Flandern und Artois
- 09. Mai bis 15. Juli – Schlacht um Verdun
- 14. Juli bis 9. Oktober – Kämpfe zwischen Maas und Mosel
- 09. bis 30. Oktober – Schlacht an der Somme
- ab 5. November – Kämpfe im Wald von Apremont und Ailly

#### 1917
- bis 23. Februar – Kämpfe im Wald von Apremont und Ailly
- 24. Februar bis 5. Mai – Stellungskämpfe auf den Maashöhen bei St. Mihiel und im Wald von Apremont und Ailly
- 05. bis 27. Mai – Doppelschlacht an der Aisne und in der Champagne
- 28. Mai bis 8. Juli – Stellungskämpfe am Chemin des Dames
- 27. Juli bis 31. Dezember – Stellungskämpfe in der Champagne

#### 1918
- 01. bis 25. Januar – Stellungskämpfe in der Champagne
- 25. Januar bis 27. Februar – Stellungskämpfe in den Argonnen
- 28. Februar bis 20. März – Ruhezeit hinter der 18. Armee
- 21. März bis 6. April – Große Schlacht in Frankreich
- 07. bis 20. April – Kämpfe an der Avre und bei Montdidier-Noyon
- 20. April bis 14. Juli – Stellungskämpfe in der Champagne
- 15. bis 17. Juli – Angriffsschlacht an der Marne und in der Champagne
- 18. bis 25. Juli – Abwehrschlacht zwischen Soissons und Reims
- 26. Juli bis 3. August – Bewegliche Abwehrschlacht zwischen Marne und Vesle
- 04. bis 16. August – Stellungskämpfe zwischen Oise und Aisne
- 17. August bis 4. September – Abwehrschlacht zwischen Oise und Aisne
  - 28. August bis 3. September – Schlacht am Nordkanal bei Nesle und Noyon
- 03. bis 28. September – Kämpfe vor der Siegfriedfront
- 26. September bis 9. Oktober – Abwehrschlacht in der Champagne und an der Maas
- 13. bis 17. Oktober – Kämpfe an der Aisne und Aire
- 18. Oktober – Schlacht bei Wassigny
- 18. bis 23. Oktober – Vouziers
- 24. bis 31. Oktober – Kämpfe an der Aisne und Aire
- 01. bis 4. November – Kämpfe zwischen Aisne und Maas
- 04. November – Schlacht um Guise
- 05. bis 11. November – Rückzugskämpfe vor der Antwerpen-Maas-Stellung
- ab 12. November – Räumung des besetzten Gebietes und Marsch in die Heimat

## Gliederung

### Friedensgliederung 1914
1914 war die Division Teil des I. Armee-Korps.
- 1. Infanterie-Brigade in München
- 2. Infanterie-Brigade in München
- 1. Jäger-Bataillon „König“ in Freising
- 1. Kavallerie-Brigade in München
- 1. Feldartillerie-Brigade in München

### Kriegsgliederung vom 2. August 1914
- 1. Infanterie-Brigade
  - Infanterie-Leib-Regiment
  - 1. Infanterie-Regiment „König“
- 2. Infanterie-Brigade
  - 2. Infanterie-Regiment „Kronprinz“
  - 16. Infanterie-Regiment „Großherzog Ferdinand von Toskana“
  - 1. Jägerbataillon „König“
- 8. Chevaulegers-Regiment
- 1. Feldartillerie-Brigade
  - 1. Feldartillerie-Regiment „Prinzregent Luitpold“
  - 7. Feldartillerie-Regiment „Prinzregent Luitpold“
- 1. und 3. Kompanie/1. Pionierbataillon

### Kriegsgliederung vom 23. Februar 1918
- 1. Infanterie-Brigade
  - 1. Infanterie-Regiment „König“
  - 2. Infanterie-Regiment „Kronprinz“
  - 24. Infanterie-Regiment
  - Bayerische MG-Scharfschützen-Abteilung
  - 2. Eskadron/8. Chevaulegers-Regiment
- Bayerischer Artillerie-Kommandeur Nr. 1
  - 1. Feldartillerie-Regiment „Prinzregent Luitpold“
  - Bayerisches Fußartillerie-Bataillon
- 1. Pionierbataillon
- Bayerischer Divisions-Nachrichten-Kommandeur Nr. 1

## Kommandeure
| Dienstgrad      | Name                       | Datum                                 |
| --------------- | -------------------------- | ------------------------------------- |
| Generalleutnant | Johann Baptist Stephan     | 08. Januar 1869 bis 1. Dezember 1870  |
| Generalmajor    | Karl von Dietl             | 1. Dezember 1870 bis 11. April 1873   |
| Generalleutnant | Karl von Orff              | 12. April 1873 bis 4. Juli 1875       |
| Generalleutnant | Anton von Täuffenbach      | 08. August 1875 bis 23. Juli 1878     |
| Generalleutnant | Hugo von Diehl             | 24. Juli 1878 bis 15. Juni 1881       |
| Generalleutnant | Leopold von Bayern         | 16. Juni 1881 bis 2. März 1887        |
| Generalleutnant | Arnulf von Bayern          | 03. März 1887 bis 7. Juli 1892        |
|                 | Hugo von Helvig            | 08. Juli bis 17. September 1892       |
| Generalleutnant | Franz von Berg             | 18. September 1892 bis 13. Juni 1894  |
| Generalleutnant | Heinrich von Xylander      | 14. Juni 1894 bis 21. März 1900       |
| Generalleutnant | Albert von Könitz          | 22. März 1900 bis 24. Januar 1904     |
| Generalleutnant | Rupprecht von Bayern       | 27. Januar 1904 bis 18. April 1906    |
| Generalleutnant | Otto Kreß von Kressenstein | 19. April 1906 bis 21. Mai 1910       |
| Generalleutnant | Eugen von Benzino          | 22. Mai 1910 bis 17. Dezember 1913    |
| Generalleutnant | Albert von Schoch          | 18. Dezember 1913 bis 12. Januar 1917 |
| Generalmajor    | Rudolf Dänner              | 12. Januar 1917 bis 18. Dezember 1919 |